# أبو الفضل إلجي بيك
أبو الفضل إلجي بيك (24 يونيو 1938 - 22 أغسطس 2000)  هو الرئيس الثاني لجمهورية أذربيجان ولقد كان الرئيس في الفترة من 16 يونيو 1992 حتى استقالته في 1 سبتمبر 1993.

## عن حياته
ولد في الجمهورية الأذرية السوفيتية الاشتراكية في الإتحاد السوفيتي في 24 يونيو 1938.

## مده حكمه
حكم أذربيجان من من 16 يونيو 1992 حتى استقالته في 1 سبتمبر 1993.

## وفاته
توفي في 22 أغسطس 2000 في مدينة أنقرة في تركيا عن عمر يناهز 62 سنة.